# Montagem Foster

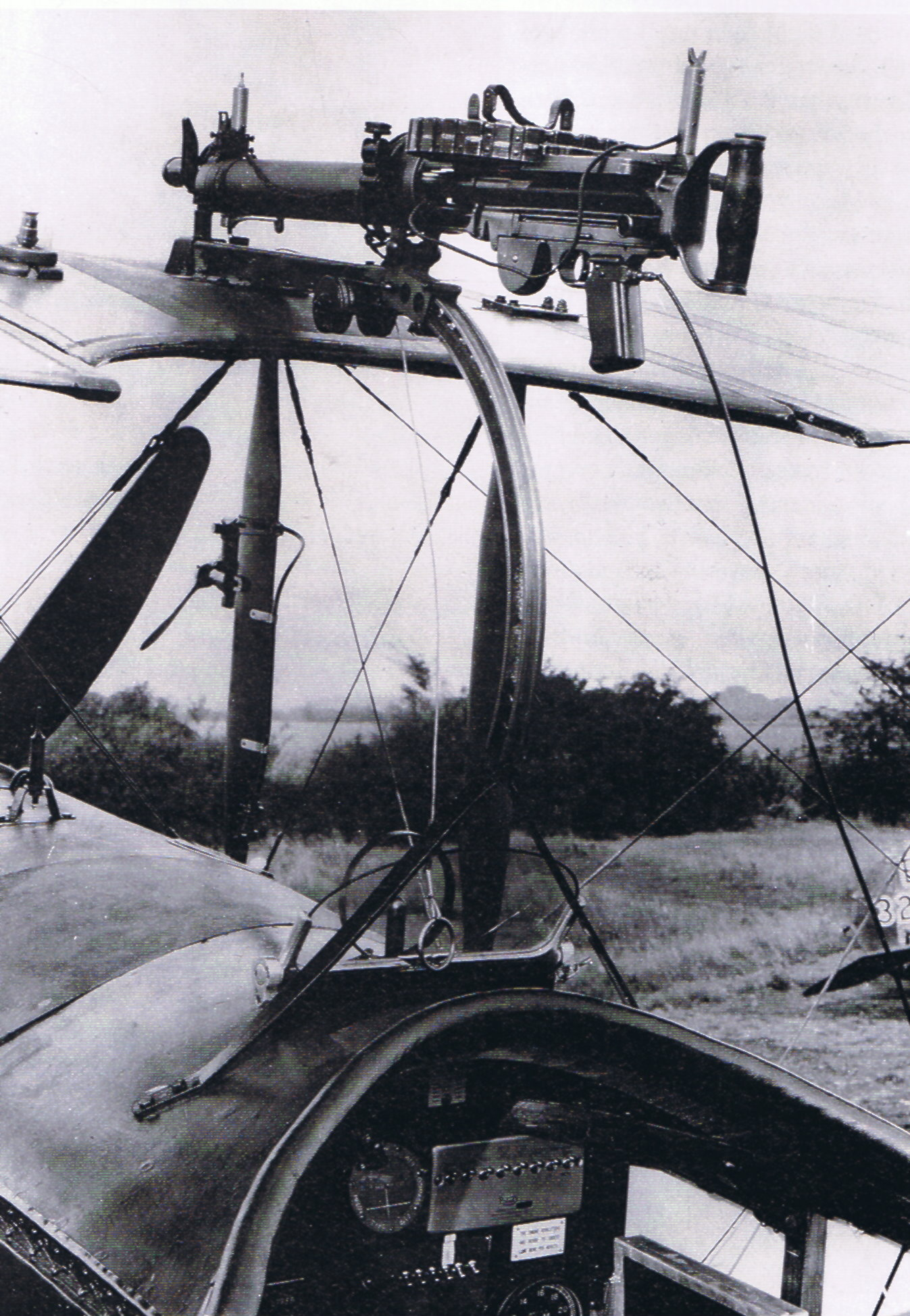
Uma metralhadora Lewis em uma montagem Foster (do modelo S.E.5, mais recente) instalada em um Avro 504K Night Fighter.

A montagem Foster foi um dispositivo instalado em alguns caças do "Royal Flying Corps" durante a Primeira Guerra Mundial. Ele foi projetado para permitir que uma metralhadora (na prática, uma metralhadora Lewis) disparasse acima, e não através do arco da hélice giratória. 
Essa montagem assumiu várias formas quando aplicada a diferentes tipos de aeronaves, mas todas compartilhavam o recurso de um trilho com perfil em "I" em forma de quadrante no qual a arma podia deslizar para trás e para baixo em um movimento. O objetivo principal era facilitar a troca de tambores de munição gastos, mas alguns pilotos também descobriram que a montagem permitia que a arma fosse disparada diretamente para cima ou em ângulo, permitindo que um avião de combate atacasse um oponente por baixo.

## Antecedentes
Antes da disponibilidade imediata de um mecanismo sincronizador confiável, vários métodos foram tentados para montar uma metralhadora em uma posição a partir da qual ela pudesse disparar além do arco da hélice. Mesmo após a sincronização razoavelmente confiável estar disponível para armas de ferrolho fechado, como a metralhadora Vickers, havia razões para evitar a sincronização. Mesmo as melhores engrenagens de sincronização estavam sujeitas a falhas, e havia riscos especiais em disparar munição incendiária e explosiva através do arco da hélice. Algumas armas, como a metralhadora Lewis, não eram fáceis de sincronizar. Uma alternativa era disparar sobre a hélice, principalmente no caso de um avião biplano, onde a estrutura da asa superior formava uma base conveniente. Uma desvantagem era que tal montagem era menos robusta do que uma montagem na fuselagem dianteira, e a precisão da arma, especialmente a longo alcance, era afetada pela vibração. A principal dificuldade, no entanto, era a necessidade de o piloto ou artilheiro ter acesso à culatra da arma, trocar tambores ou correias, bem como desobstruir engastalhamentos.

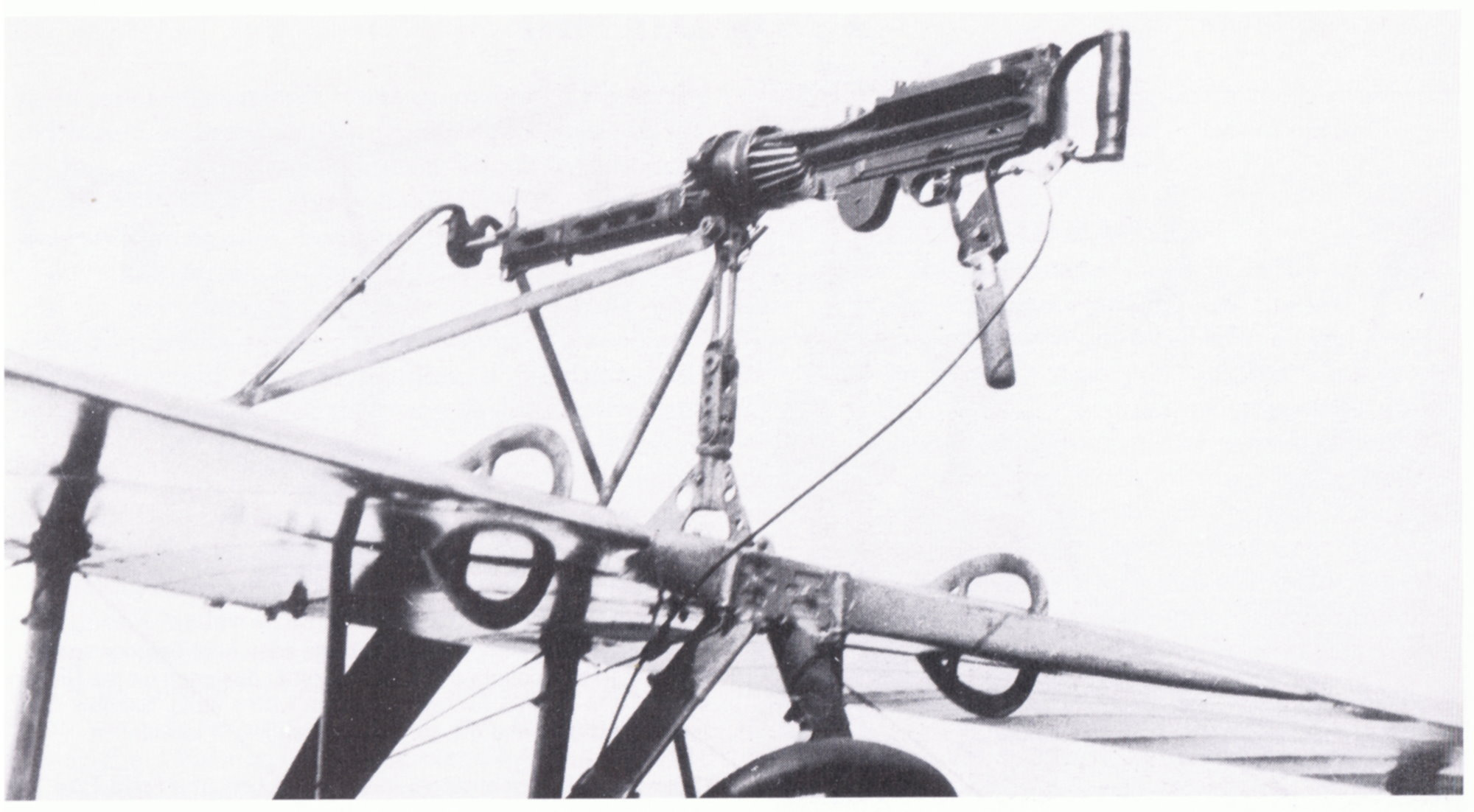
Um dos vários arranjos usados para montar uma arma Lewis "sobre as asas" em um caça Nieuport em serviço francês.

As primeiras montagens para uma metralhadora Lewis na asa superior de uma aeronave de reconhecimento leve foram corrigidas, e ou a inacessibilidade da culatra foi aceita, ou os tambores foram trocados pelo piloto em pé (em alguns casos tendo que ficar em pé no seu assento) para alcançar a arma. Um arranjo articulado, permitindo que a culatra fosse girada para trás e para baixo em uma posição onde o piloto pudesse trocar o tambor enquanto estava em seu assento era preferível, e várias versões de tais montagens permitiram que as metralhadoras Lewis (ou Hotchkiss) dos caças franceses Nieuport 11 enfrentar os Fokker Eindeckers alemães no início de 1916. Normalmente, duas dobradiças eram montadas em um suporte tipo pilar para a culatra da arma. Com a arma dobrada para trás, o tambor vazio poderia ser removido sendo puxado para trás, em vez de ter que ser retirado da arma, enquanto a segunda dobradiça trazia a culatra da metralhadora Lewis para dentro do cockpit. Vários arranjos de molas de metal ou corda elástica ajudaram o piloto a retornar a arma à sua posição de tiro. As metralhadoras Lewis montadas nas asas eram um tapa-buraco nos esquadrões franceses, a serem substituídas o mais rápido possível por metralhadoras Vickers sincronizadas. Os aviadores britânicos, por outro lado, tinham várias razões para manter as metralhadoras Lewis montadas nas asas de seus Nieuports.

## Nos caças Nieuport

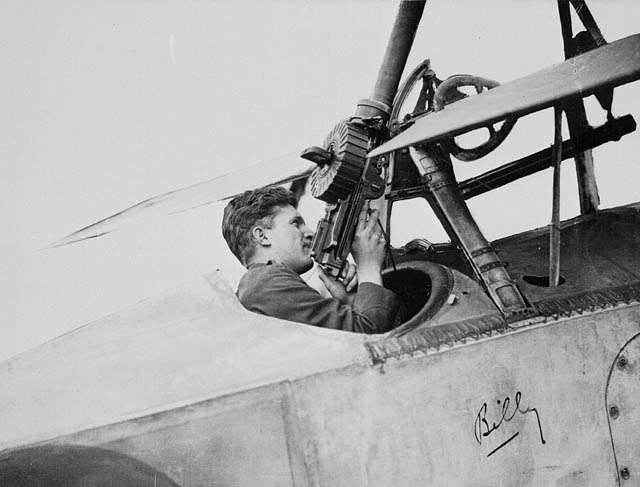
"Billy" Bishop demonstra o uso da montagem Foster para disparar para cima. O "quadrante" da montagem é visível imediatamente abaixo do cano da arma.

No início de 1916, o sargento Foster do Esquadrão N.º 11 da RAF melhorou a montagem articulada francesa para a metralhadora Lewis da asa superior em um Nieuport 11 ou 16, substituindo a dobradiça dupla desajeitada da montagem francesa por um trilho com perfil em "I" em forma de quadrante. Este trilho tornou-se o recurso de todas as montagens "Foster" posteriores e permitiu que a culatra da arma deslizasse para trás e para baixo em um movimento, trazendo a culatra convenientemente na frente do piloto e tornando muito mais fácil trocar os tambores de munição ou solucionar panes.
A montagem também permitia que a metralhadora Lewis fosse disparada obliquamente para a frente e para cima, para atacar uma aeronave inimiga por trás e por baixo: uma tática favorita de vários pilotos "ases", incluindo Albert Ball. O acessório "Schräge Musik" usado pelos pilotos de caças noturnos alemães na Segunda Guerra Mundial usava o mesmo princípio básico. Quando disparado para a frente, o gatilho da metralhadora Lewis era controlado por um cabo Bowden (veja a ilustração no topo do artigo); quando disparado para cima, a empunhadura era do tipo "pistola" para firmar a arma e era disparado com o gatilho (como ilustrado aqui).

[[Imagem:NieuportFosterMount.jpg|thumb|right|270px|{{Centro|
]]

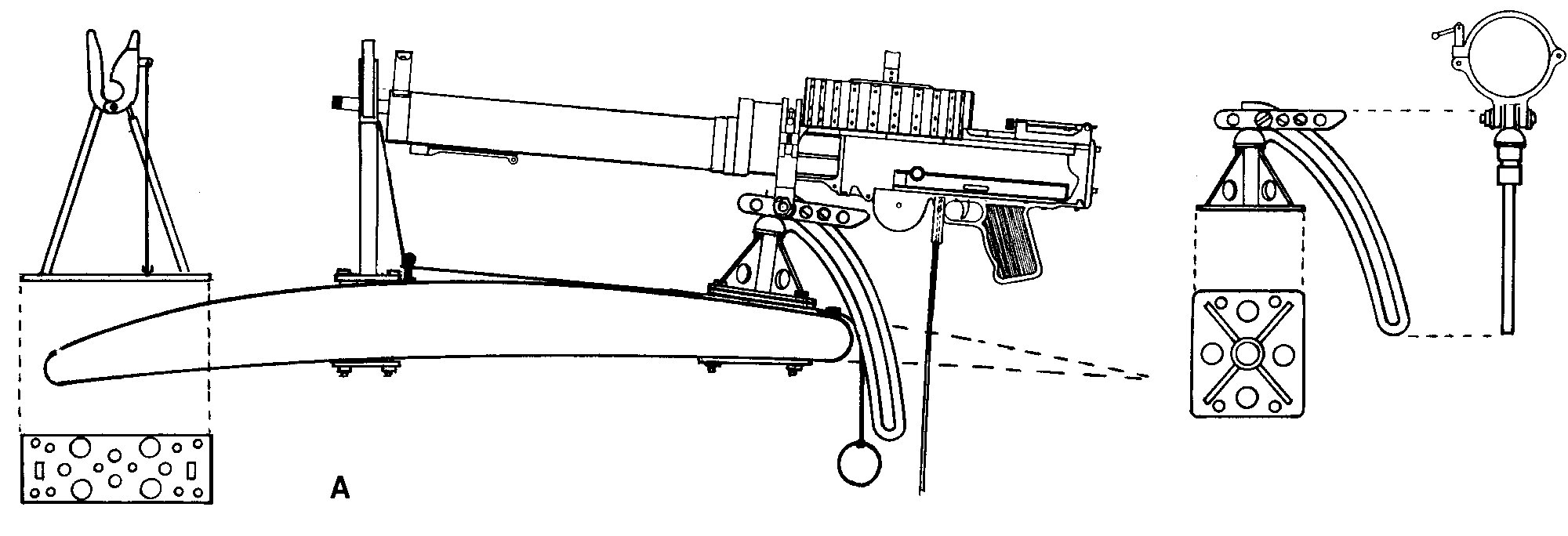
Centro|Diagrama da versão "Nieuport" da montagem Foster de um manual de manutenção contemporâneo.

Alguns pilotos reclamaram de quadrantes torcendo ou quebrando quando sujeitos ao manuseio forçado e desajeitado inevitável em combate aéreo, e alguns usaram uma corda elástica para substituir ou complementar a mola original do tipo relógio montada para ajudar a retornar a arma à sua posição de disparo à frente. Em geral, no entanto, a montagem foi muito bem-sucedida: e para os esquadrões Nieuport do RFC, pelo menos, era preferido às engrenagens de sincronização mecânica iniciais não confiáveis. Permaneceu em uso pelos britânicos nos posteriores Nieuport 17 e Nieuport 24, embora algum reforço dos quadrantes seja evidente nas fotografias.

## No S.E.5
Devido à disposição diferente das asas e da fuselagem, a adaptação da montagem ao S.E.5a não foi simples. A versão "S.E.5" da montagem exigia um trilho de quadrante muito mais longo e robusto. Quando o S. E. foi equipado com um motor de engrenagem, elevando a linha de empuxo e o topo do arco da hélice, foi necessário elevar a montagem na mesma medida, para garantir que a linha de fogo não fosse obstruída pela hélice. Enquanto Albert Ball continuou a usar a técnica de tiro para cima para algumas de suas últimas vitórias, outros pilotos comentaram sobre a grande habilidade e pontaria necessárias para alcançar o sucesso com esta manobra em um S.E.5. Vários pilotos comentaram sobre a ginástica necessária para trocar os tambores com rapidez, especialmente durante um combate.
Em vez de ser montado no lugar de uma arma sincronizada, a Lewis em montagem Foster no S.E.5 era adicionada. As duas armas eram normalmente usadas juntas, ambas apontadas através de uma mira Aldis, implicando um grau de harmonização; mas em alguns aspectos esse arranjo era menos do que ideal. A substituição do armamento SE5 "híbrido" por metralhadoras duplas (duas Vickers ou duas Lewis em montagens Foster) foi considerado, mas calculou-se que a seção central da asa superior exigiria reforço para lidar com o recuo e a vibração das duas metralhadoras Lewis disparando simultaneamente. Versões hidráulicas do mecanismo sincronizador para metralhadoras duplas não estava disponível até o final de 1917, e os primeiros exemplares foram necessários para substituir os mecanismos inferiores "Sopwith-Kauper" usadas nos primeiros Camels, de modo que o armamento do S.E.5a permaneceu o mesmo ao longo de sua vida de produção.
Nos S.E.5 que foram usados por unidades de treinamento avançado em 1918, a montagem Foster provou ser adequada para a câmera de arma Hythe, uma das primeiras de seu tipo. Reflexos da hélice girando que podiam interferir nas fotos tiradas por uma "arma" montada no capô foram evitados.

## No Sopwith Camel
O 2F.1 (a variante do Camel para porta-aviões), carregava uma metralhadora Lewis sobre as asas, principalmente como arma anti-dirigível. Como a adaptação de qualquer tipo de montagem Foster para um Camel normal não era viável, uma montagem especial, oficialmente denominada "montagem de plano superior do Almirantado", tornou-se padrão para o 2F.1.
Para eliminar o clarão da boca de metralhadoras montados no capô que poderiam cegar um piloto à noite, alguns dos F.1 Camels usados como caças noturnos foram modificados para receber montagens Foster. As posições do assento do piloto e do tanque principal de combustível foram trocadas, movendo o piloto bem para trás da asa superior. As montagens Twin Foster foram instaladas e os trilhos do quadrante foram presos a um suporte especial tipo "poste de gol" ou apoiados por uma simples travessa entre eles. A metralhadora Lewis de estibordo em nossa ilustração foi desmontada de seu trilho e fixada para disparar para cima sem ter que ser segurada e disparada com a mão, embora não possa ser levantada para disparar para frente desta posição.

## Outros tipos e experimentais
O nome não oficial "Sopwith Comic" também foi aplicado a um Sopwith 1½ Strutter modificado em campo usado por alguns esquadrões de defesa doméstica. O cockpit foi movido para trás das asas, e uma ou duas metralhadoras Lewis, em montagens Foster ou fixados para disparar para cima, fora do arco da hélice, substituíram os Vickers sincronizados.
A versão de caça noturno do Avro 504K também estava armada com uma metralhadora Lewis em montagem Foster do tipo "S.E 5a modificada". Esta aeronave tinha um espaço muito maior entre o topo da fuselagem e a asa superior do que a maioria dos tipos equipados com essa montagem e se mostrou muito difícil de usar. No B.E.12b, planejado como um caça noturno, as metralhadoras Lewis sobre as asas dependiam de montagens improvisadas, incluindo uma que se assemelhava à montagem original de dobradiça dupla nos primeiros Nieuports franceses.
As tentativas de adicionar uma ou duas metralhadoras Lewis em montagens Foster ao Bristol Fighter não foram bem-sucedidas. Entre outros problemas, a montagem causou interferência na bússola do piloto, que foi montada no bordo de fuga da asa superior, dificuldade que persistiu mesmo quando a montagem foi deslocada para estibordo.